# Emptio venditio
L'emptio venditio (in italiano assimilabile alla "compravendita") era, in termini moderni, un contratto consensuale bilaterale tipico del diritto romano. Insieme alla locatio conductio (locazione) era uno dei contratti più importanti del sistema romano delle obbligazioni. Rispetto all'attuale istituto omologo dell'ordinamento italiano, presentava la non piccola differenza di essere semplicemente un contratto ad effetti obbligatori e non ad effetti reali.

## Descrizione
La mera obbligatorietà della compravendita romana si spiega con la sua derivazione dalla mancipatio, che insieme alla traditio ed alla in iure cessio erano i negozi formali di trasferimento dei diritti reali nel diritto romano arcaico. 
La compravendita nacque come contratto di ius gentium, ovvero aperto anche agli stranieri, che non essendo cittadini romani non potevano accedere ai negozi formali di trasferimento (né avevano interesse a farlo, dato che non potevano acquistare la proprietà cosiddetta quiritaria, il dominium ex iure Quiritium). In seguito tuttavia anche i cittadini romani trovarono più agevole utilizzare l'emptio venditio per concludere il trasferimento di un diritto reale, riservandosi di eseguire la mancipatio o altro negozio formale solo in un secondo momento.
Essendo esclusivamente a carattere obbligatorio, a carico del compratore cadeva il rischio di perimento della cosa venduta prima che essa gli fosse effettivamente consegnata. Il venditore era comunque ritenuto responsabile della custodia nei limiti del dolo e della colpa lieve, usando la diligenza che si può richiedere ad un uomo normale.

## Oggetto dellaemptio venditio
L'oggetto della emptio venditio poteva essere qualsiasi tipo di merx (merce, cosa) corporale o incorporale, presente o futura, purché non già perita. Era formalmente valida anche la vendita di cose altrui e se il venditore non fosse riuscito a ad assicurare nel momento della consegna prevista la piena disponibilità della cosa al compratore sarebbe stato tenuto a risarcirgli il danno.. Non erano ammesse la vendita dell'usufrutto, dell'uso e delle servitù; inoltre era esclusa la vendita delle cose non più esistenti ma accettata per quelle che dovevano ancora esistere. Oltre alla consegna della cosa venduta, il venditore aveva l'obbligo di rispondere di eventuali vizi occulti di essa.

## Tutela
Le azioni esprimibili a tutela della emptio veditio si riassumevano in azioni di buona fede ed erano la actio empti esercitabile dal compratore contro il venditore e la actio venditi esercitabile, all'opposto, dal venditore contro il compratore..
Però laddove il negozio formale non venisse posto in essere dopo la conclusione della compravendita (o non potesse essere posto in essere, come nel caso di un acquirente straniero), si venne a creare l'esigenza di tutelare l'acquirente di fronte al venditore, che rimaneva a tutti gli effetti dominus ex iure Quiritium. 
Il pretore allora concesse un'azione detta Publiciana all'acquirente contro il venditore stesso o un terzo possessore del bene: con questa azione tramite una fictio iuris, cioè una "finzione di diritto" (positiva), si faceva finta che fossero trascorsi i tempi dell'usucapione (in epoca classica un anno per i beni mobili e due per gli immobili) a favore dell'acquirente. Alla exceptio iusti dominii ("eccezione di giusta proprietà") opposta eventualmente dal venditore proprietario quiritario, l'acquirente poteva opporre una replicatio doli ("replica di dolo"). Laddove invece l'acquirente fosse nel possesso del bene, e il venditore proprietario quiritario intentasse la rei vindicatio sul bene, il pretore concedeva all'acquirente una exceptio rei venditae et traditae ("eccezione di cosa venduta e consegnata") assicurandogli in ogni caso la vittoria ed il possesso del bene acquistato.